# Route Adélie de 2019
A 24.ª edição da clássica ciclista Route Adélie foi uma carreira na França que se celebrou a 5 de abril de 2019 com início e final na cidade de Vitré sobre um percurso de 197,8 quilómetros.
A carreira fez parte do UCI Europe Tour de 2019, dentro da categoria UCI 1.1. O vencedor foi o francês Marc Sarreau da Groupama-FDJ seguido do neerlandês Bram Welten da Arkéa Samsic e o também francês Clément Venturini da AG2R La Mondiale.

## Equipas participantes
Tomaram parte na carreira 19 equipas: 2 de categoria UCI WorldTeam; 12 de categoria Profissional Continental; e 5 de categoria Continental. Formando assim um pelotão de 130 ciclistas dos que acabaram 104. As equipas participantes foram:
| Equipes WorldTeam (2)- AG2R La Mondiale - Groupama-FDJ Equipes profissionais Continentais (12)- Androni Giocattoli-Sidermec - Caja Rural-Seguros RGA - Cofidis, Solutions Crédits - Delko-Marseille Provence - Direct Énergie - Israel Cycling Academy - Manzana Postobón - Arkéa-Samsic - Euskadi Basque Country-Murias - Rally UHC Cycling - Wallonie Bruxelles - Vital Concept-B&B Hotels Equipes Continentais (5)- Saint Michel-Auber 93 - Team Vorarlberg-Santic - Natura4Ever-Roubaix Lille Métropole - Lotto-Kern-Haus - Swiss Racing Academy |
| |

## Classificação final
- As classificações finalizaram da seguinte forma:[3]

| \| Classificação geral \| Classificação geral \| Classificação geral \| Classificação geral \| Classificação geral \| \| Ciclista \| Ciclista \| Equipe \| Tempo \| \| \| ------------------- \| -------------------- \| ----------------------------------- \| ------------------- \| ------------------- \| \| 1. \| Marc Sarreau \| Groupama-FDJ \| 4h52m43s \| \| \| 2. \| Bram Welten \| Arkéa-Samsic \| + 0s \| \| \| 3. \| Clément Venturini \| AG2R La Mondiale \| + 0s \| \| \| 4. \| Nelson Soto \| Caja Rural-Seguros RGA \| + 1s \| \| \| 5. \| Eduard-Michael Grosu \| Delko Marseille Provence \| + 1s \| \| \| 6. \| Pierre Barbier \| Natura4Ever-Roubaix Lille Métropole \| + 3s \| \| \| 7. \| Lionel Taminiaux \| Wallonie Bruxelles \| + 3s \| \| \| 8. \| Thomas Boudat \| Direct Énergie \| + 3s \| \| \| 9. \| Romain Feillu \| Saint Michel-Auber 93 \| + 3s \| \| \| 10. \| Julien Simon \| Cofidis, Solutions Crédits \| + 3s \| \| |                      |                                     |          |
| |                      |                                     |          |
| Fonte: ProCyclingStats |                      |                                     |          |
| Classificação geral |                      |                                     |          |
| Ciclista | Ciclista             | Equipe                              | Tempo    |
| 1. | Marc Sarreau         | Groupama-FDJ                        | 4h52m43s |
| 2. | Bram Welten          | Arkéa-Samsic                        | + 0s     |
| 3. | Clément Venturini    | AG2R La Mondiale                    | + 0s     |
| 4. | Nelson Soto          | Caja Rural-Seguros RGA              | + 1s     |
| 5. | Eduard-Michael Grosu | Delko Marseille Provence            | + 1s     |
| 6. | Pierre Barbier       | Natura4Ever-Roubaix Lille Métropole | + 3s     |
| 7. | Lionel Taminiaux     | Wallonie Bruxelles                  | + 3s     |
| 8. | Thomas Boudat        | Direct Énergie                      | + 3s     |
| 9. | Romain Feillu        | Saint Michel-Auber 93               | + 3s     |
| 10. | Julien Simon         | Cofidis, Solutions Crédits          | + 3s     |

## UCI World Ranking
A Route Adélie outorgou pontos para o UCI World Ranking para corredores das equipas nas categorias UCI WorldTeam, Profissional Continental e Equipas Continentais. A seguinte tabela são o barómetro de pontuação e os 10 corredores que obtiveram mais pontos:
| Posição   | 1.º | 2.º | 3.º | 4.º | 5.º | 6.º | 7.º | 8.º | 9.º | 10.º | 11.º | 12.º | 13.º-15.º | 16.º-25.º |
| Pontuação | 125 | 85  | 70  | 60  | 50  | 40  | 35  | 30  | 25  | 20   | 15   | 10   | 5         | 3         |

| Classificação |                      |                                     |        |
| Posição       | Ciclista             | Equipa                              | Pontos |
| ------------- | -------------------- | ----------------------------------- | ------ |
| 1.º           | Marc Sarreau         | Groupama-FDJ                        | 125    |
| 2.º           | Bram Welten          | Arkéa Samsic                        | 85     |
| 3.º           | Clément Venturini    | AG2R La Mondiale                    | 70     |
| 4.º           | Nelson Soto          | Caja Rural-Seguros RGA              | 60     |
| 5.º           | Eduard-Michael Grosu | Delko Marseille Provence            | 50     |
| 6.º           | Pierre Barbier       | Natura4Ever-Roubaix Lille Métropole | 40     |
| 7.º           | Lionel Taminiaux     | Wallonie Bruxelles                  | 35     |
| 8.º           | Thomas Boudat        | Direct Énergie                      | 30     |
| 9.º           | Romain Feillu        | Saint Michel-Auber93                | 25     |
| 10.º          | Julien Simon         | Cofidis, Solutions Crédits          | 20     |